# Arnarfjörður
L’Arnarfjörður, toponyme islandais signifiant littéralement en français « le fjord de l'aigle », est un fjord d'Islande situé dans le Nord-Ouest du pays, dans les Vestfirðir. Long de 30 km et large de 5 à 10 km, il est délimité par les pointes de Kópanes au sud et de Sléttanes au nord. Sa seule localité importante est le village de Bíldudalur accessible par la route 63.

## Géographie
Les pentes abruptes de montagnes rocheuses bordent le front du fjord, notamment au nord. On y trouve deux anciens volcans, le Kópur vers Kópanes et le Kaldbakur au milieu de la côte nord. Le terrain est plus varié autour du Kaldbakur, avec des vallées et des cols, et peu de rochers ; la rhyolite y domine. Ailleurs, le type principal de roche est le basalte et, entre les couches de lave basaltique, on rencontre du lignite, des fossiles et des dépôts de charbon. 

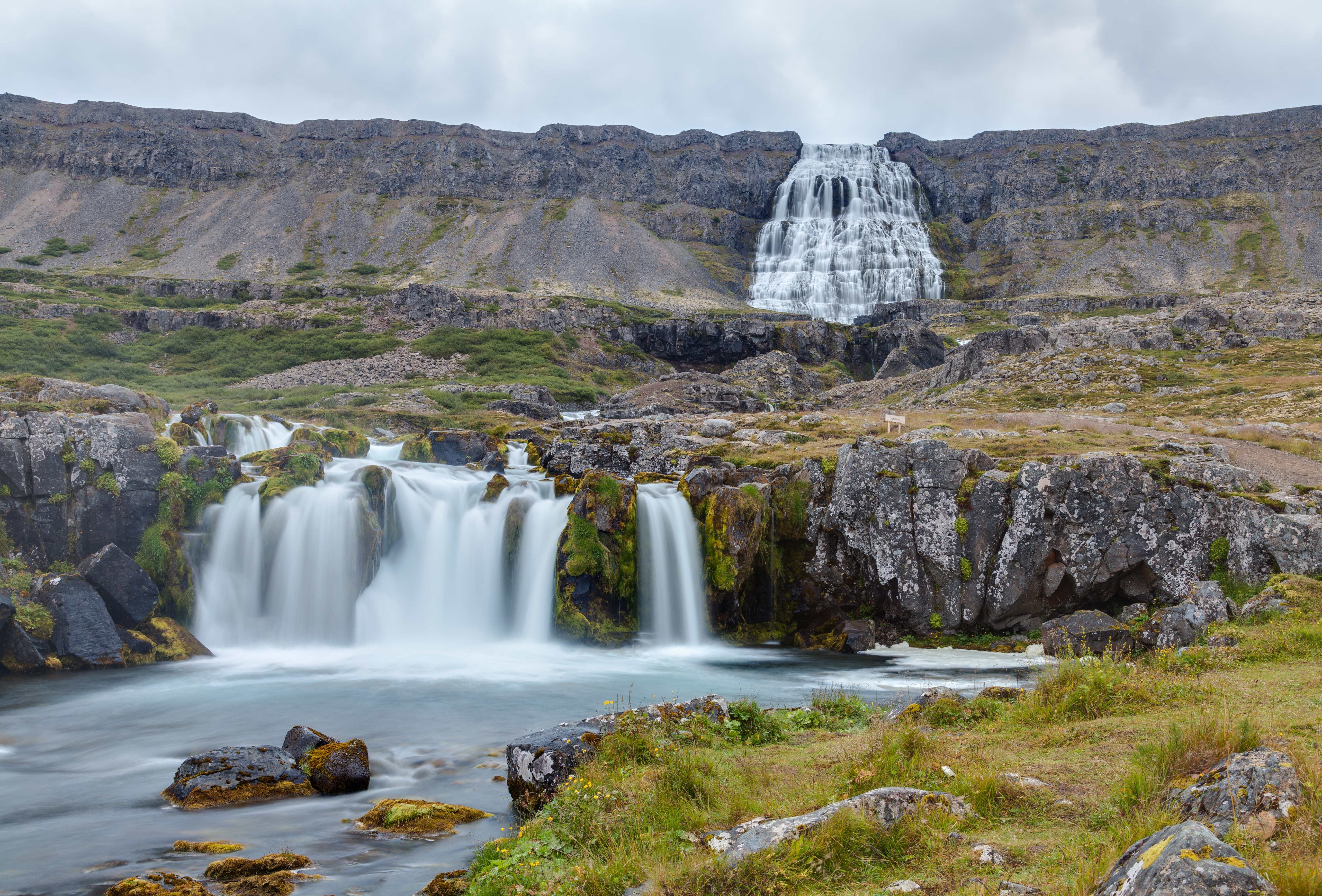
Cascate de Dynjandi.

Au nord du Langanes, l'Arnarförður se divise en Dynjandisvogur et Borgarfjörður, et, au sud, en Suðurfirðir : Bíldudalsvogur, Fossfjörður, Trostansfjörður et Geirþjófsfjörður. On regroupe sous le nom de Ketildalir les petites vallées s'étendant sur la côte sud de Kópanes au Bíldudalsvogur, dont la plupart étaient autrefois habitées. L'Arnarfjörður est généralement très profond hormis les hauts fonds sableux au large de Langanes.
Le temps est clément dans les fjords annexes en raison des hautes montagnes qui les entourent et les bouleaux y poussent en grand nombre. Au bout du Borgarfjörður se trouve la chute de la rivière Mjólká venant des montagnes de Gláma que la centrale de Mjólkárvirkjun utilise pour produire de l'électricité. Au fond du Dynjandisvogs, la cascade de Dynjandi est la plus haute des Vestfirðir.

## Urbanisme
Il existait auparavant trois districts ruraux : Auðkúluhreppur, Suðurfjarðahreppur et Ketildalahreppur. Ces deux derniers ont été fusionnés en 1987 sous le nom de Bíldudalshreppur et font partie de la municipalité de Vesturbyggð depuis 1994 alors qu'Auðkúluhreppur a été intégré à la commune de Þingeyri en 1990 et à la municipalité d'Ísafjarðarbær depuis 1996. 

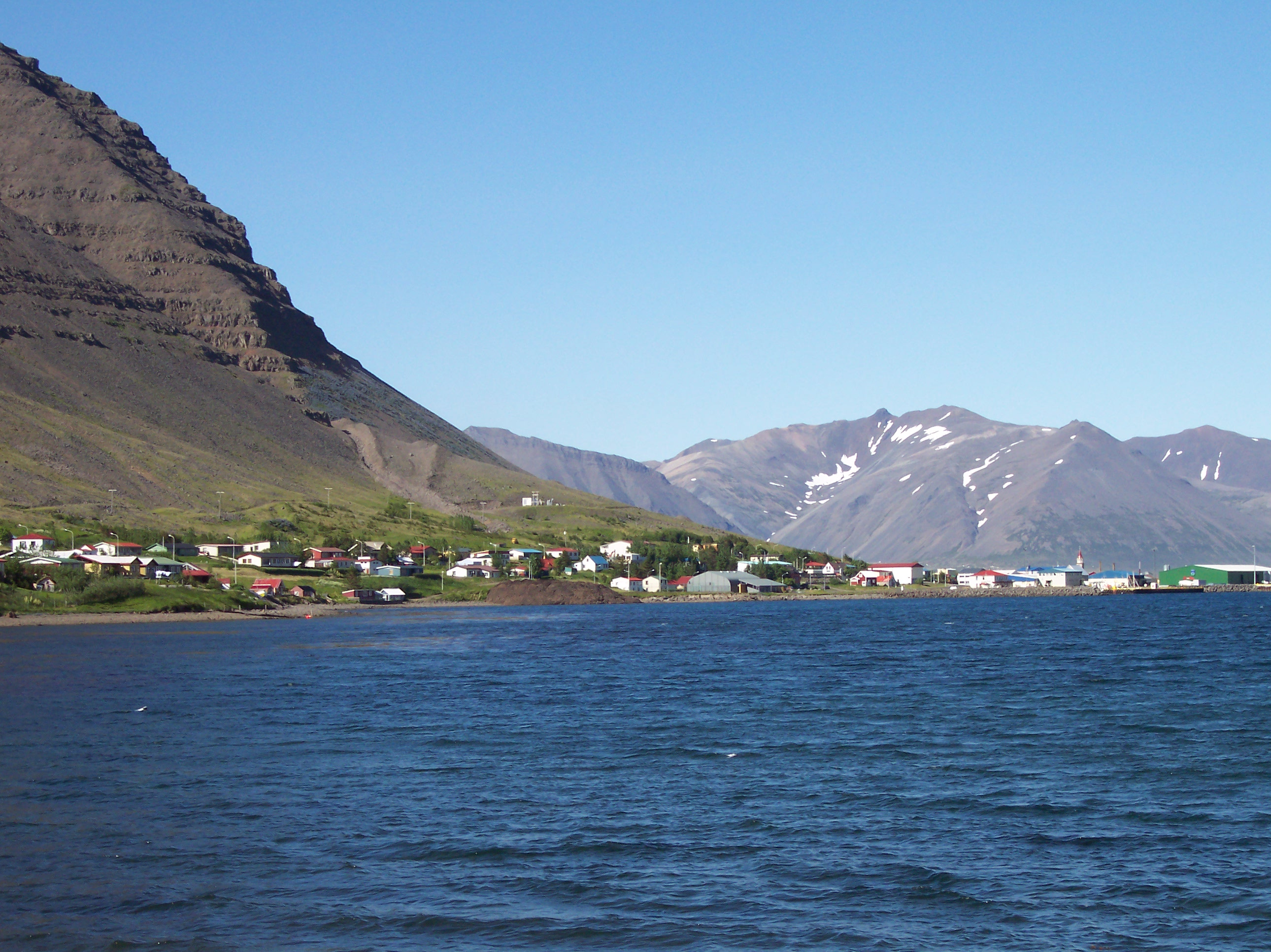
Bíldudalur.

Bíldudalur est le principal village du fjord avec 166 habitants. Son histoire est étroitement liée à l'industrie de la pêche en Islande. Peu après la fin du monopole danois sur le commerce, à la fin du XVIIIe siècle, Ólafur Thorlacius monta une affaire prospère qui exportait directement le poisson en Espagne. Pétur J. Thorsteinsson fut un autre entrepreneur notable dans ce domaine entre 1880 et 1910.
L'Arnarfjörður était assez peuplé jusqu'au milieu du XXe siècle mais il ne reste aujourd'hui que quelques habitations. Étant donné le peu de terres en pente douce disponibles sur le fjord, la plupart des maisons étaient établies dans le fond et parfois à flanc de montagne là où le terrain le permettait. De tous temps, les habitants des fermes du fjord ont autant pratiqué l'agriculture que la pêche. Celle-ci était cependant difficile pour les bateaux à rames en raison de la distance à parcourir sauf pour les quelques habitants proches de la mer. Des stations de pêche ont donc été construites sur les promontoires de l'embouchure.
Un projet de raffinerie de pétrole à Hvestudalur sur la côte sud de l'Arnarfjörður a été arrêté à la suite de la crise financière de 2008.

## Toponymie et colonisation
D'après le Landnámabók, le nom de l'Arnarfjörður vient d'un colon nommé Örn : « Örn était un homme de bien. C'était le cousin de Geirmundur heljarskinn Hjörsson. Il avait combattu au Rogaland contre la tyrannie du roi Harald Ier de Norvège. Il s'est installé sur l'Arnarfjörður et a pris la terre qu'il voulait ». Un autre, Án rauðfeldur Grímsson, acheta une terre à Örn entre Langaness et Stapa sur l'Arnarfjörður et il habita seul à Eyri. Dufan, un affranchi d'Án, vécut à Dufansdalur.
Le Landnámabók dit aussi que « Ketill ilbreiður, le fils de Þorbjörn tálkni Böðvarsson, prit toute la vallée de Kôpanes à Dufansdal » que l'on connaît maintenant sous le nom de Ketildalir. De même, Geirþjófur Valþjófsson occupa tous les Suðurfirðir et il vécut à Geirþjófsfjörður.
Au nord  de l'Arnardfjörður, on accède à l'église et à l'ancien presbytère de Hrafnseyri. L'endroit s'appelait à l'origine Eyri mais, depuis le XIIIe siècle, il a été renommé d'après le goði et médecin Hrafn Sveinbjarnarson qui y habitait. Jón Sigurðsson, l'un des principaux acteurs de la libération islandaise au XIXe siècle, y est né le 17 juin 1881.

## Monstres
De nombreuses histoires de la région font la part belle aux monstres ce qui a donné au Arnarsförður une réputation de « fjord à monstres ». Le fjörullalli ou mouton marin est le plus connu, mais il en existe d'autres comme le skeljaskrímslið qui ressemblerait à un hippopotame et le faxaskrímsli, une sorte de dragon aux yeux verts brillants. Même les chalutiers sont réputés ramener des monstres dans leurs filets.